# Sør-Trøndelag
Sør-Trøndelagⓘ là một hạt cũ của Na Uy. Hạt này có diện tích là 18.848 km², dân số thời điểm năm 2008 là 284.773 người. Chính quyền hạt đóng ở thành phố Trondheim. Hạt giáp Nord-Trøndelag, Møre og Romsdal, Oppland và Hedmark. Phía tây là Biển Na Uy, phía đông là Thụy Điển. Hạt bị phân chia bắc-nam bởi Trondheimsfjorden. Gần 200.000 dân cư tập trung sinh sống ở Trondheim và vùng ngoại ô.
Vùng Trøndelag được phân làm hai đơn vị riêng là Sør-Trøndelag và Nord-Trøndelag vào năm 1804. Vào năm 2016, hội đồng hai hạt quyết định sáp nhập làm một hạt Trøndelag kể từ 1 tháng 1 năm 2018.

## Các đô thị
| STT       | Tên            | Dân số  | Diện tích km² |
| --------- | -------------- | ------- | ------------- |
| 1         | Trondheim      | 170.936 | 324           |
| 2         | Melhus         | 14.841  | 660           |
| 3         | Malvik         | 12.550  | 162           |
| 4         | Orkdal         | 11.276  | 567           |
| 5         | Skaun          | 6.626   | 213           |
| 6         | Oppdal         | 6.603   | 2.207         |
| 7         | Rissa          | 6.442   | 590           |
| 8         | Midtre Gauldal | 6.012   | 1.817         |
| 9         | Klæbu          | 5.801   | 177           |
| 10        | Røros          | 5.576   | 1.764         |
| 11        | Ørland         | 5.121   | 73            |
| 12        | Bjugn          | 4.548   | 356           |
| 13        | Frøya          | 4.314   | 230           |
| 14        | Hitra          | 4.256   | 646           |
| 15        | Hemne          | 4.207   | 638           |
| 16        | Selbu          | 4.004   | 1.147         |
| 17        | Meldal         | 3.929   | 597           |
| 18        | Åfjord         | 3.220   | 900           |
| 19        | Rennebu        | 2.622   | 929           |
| 20        | Holtålen       | 2.064   | 1.177         |
| 21        | Agdenes        | 1.719   | 297           |
| 22        | Osen           | 1.033   | 371           |
| 23        | Roan           | 999     | 357           |
| 24        | Snillfjord     | 998     | 490           |
| 25        | Tydal          | 859     | 1.221         |
| Tổng cộng | Sør-Trøndelag  | 290.547 | 18.848        |